# Діаді Самассеку
Діаді Самассеку (фр. Diadie Samassékou, нар. 11 січня 1996, Бамако) — малійський футболіст, півзахисник німецького клубу «Гоффенгайм 1899».
Виступав за клуби «Ліферінг» та «Ред Булл» (Зальцбург), а також національну збірну Малі.
Триразовий чемпіон Австрії. Дворазовий володар Кубка Австрії. 

## Клубна кар'єра
Народився 11 січня 1996 року в місті Бамако. Вихованець юнацької команди футбольного клубу «Реал Бамако».
У футболі дебютував 2015 року виступами за команду «Ліферінг», в якій провів один сезон, взявши участь у 26 матчах чемпіонату.  Був основним гравцем команди.
До складу клубу «Ред Булл» приєднався 2016 року. Станом на 8 липня 2019 року відіграв за команду із Зальцбурга 82 матчі в національному чемпіонаті.

## Виступи за збірні
2015 року залучався до складу молодіжної збірної Малі. На молодіжному рівні зіграв у 9 офіційних матчах, забив 4 голи.
2014 року дебютував в офіційних матчах у складі національної збірної Малі.
У складі збірної був учасником Кубка африканських націй 2019 року в Єгипті.
| Дата       | Місто             | Господарі         | Результат | Гості       | Турнір                                     | Голи | Примітки |
| ---------- | ----------------- | ----------------- | --------- | ----------- | ------------------------------------------ | ---- | -------- |
| 29-6-2014  | Шеньчжень         | КНР               | 1 – 3     | Малі        | товариський матч                           | -    | 69'      |
| 4-9-2016   | Бамако            | Малі              | 5 – 2     | Бенін       | Відбір до Кубка африканських націй 2017    | -    |          |
| 8-10-2016  | Буаке             | Кот-д'Івуар       | 3 – 1     | Малі        | Відбір до ЧС 2018                          | -    | 20' 72'  |
| 6-10-2017  | Буаке             | Малі              | 0 – 0     | Кот-д'Івуар | Відбір до ЧС 2018                          | -    | 35'      |
| 11-11-2017 | Франсвіль         | Габон             | 0 – 0     | Малі        | Відбір до ЧС 2018                          | -    |          |
| 9-9-2018   | Джуба             | Південний Судан   | 0 – 3     | Малі        | Відбір до Кубка африканських націй 2019    | -    |          |
| 12-10-2018 | Яунде             | Малі              | 0 – 0     | Бурунді     | Відбір до Кубка африканських націй 2019    | -    |          |
| 16-10-2018 | Бужумбура         | Бурунді           | 1 – 1     | Малі        | Відбір до Кубка африканських націй 2019    | -    |          |
| 16-11-2018 | Лібревіль         | Габон             | 0 – 1     | Малі        | Відбір до Кубка африканських націй 2019    | -    |          |
| 14-6-2019  | Ель-Вакра (місто) | Камерун           | 1 – 1     | Малі        | товариський матч                           | -    | 81'      |
| 24-6-2019  | Суец              | Малі              | 4 – 1     | Мавританія  | Кубок африканських націй 2019 - 1-й етап   | -    |          |
| 28-6-2019  | Суец              | Туніс             | 1 – 1     | Малі        | Кубок африканських націй 2019 - 1-й етап   | 1    | 70'      |
| 8-7-2019   | Суец              | Малі              | 0 – 1     | Кот-д'Івуар | Кубок африканських націй 2019 - 1/8 фіналу | -    |          |
| 5-9-2019   | Даммам            | Саудівська Аравія | 1 – 1     | Малі        | товариський матч                           | -    | 62'      |
| 14-11-2019 | Бамако            | Малі              | 2 – 2     | Гвінея      | Відбір до Кубка африканських націй 2021    | -    |          |
| 17-11-2019 | Нджамена          | Чад               | 0 – 2     | Малі        | Відбір до Кубка африканських націй 2021    | -    | 90'      |
| 13-11-2020 | Бамако            | Малі              | 1 – 0     | Намібія     | Відбір до Кубка африканських націй 2021    | -    |          |
| 24-3-2021  | Конакрі           | Гвінея            | 1 – 0     | Малі        | Відбір до Кубка африканських націй 2021    | -    |          |
| 6-9-2021   | Кампала           | Уганда            | 0 – 0     | Малі        | Відбір до ЧС 2022                          | -    |          |
| 10-10-2021 | Найробі           | Кенія             | 0 – 1     | Малі        | Відбір до ЧС 2022                          | -    |          |
| 11-11-2021 | Кігалі            | Руанда            | 0 – 3     | Малі        | Відбір до ЧС 2022                          | -    | 80'      |
| 14-11-2021 | Агадір            | Малі              | 1 – 0     | Уганда      | Відбір до ЧС 2022                          | -    | 90+1'    |
| Усього     |                   | Матчів            | 22        |             | Голів                                      | 1    |          |

## Титули і досягнення

### Командні
- Чемпіон Австрії (3):

«Ред Булл»: 2016-2017, 2017-2018, 2018-2019
- Володар Кубка Австрії (2):

«Ред Булл»: 2016-17, 2018-19

### Особисті
Команда сезону Ліги Європи УЄФА: 2017-2018